# Aichi D3A
Aichi D3A (99式艦上爆撃機, allierat smeknamn Val) var ett japanskt störtbombflygplan under andra världskriget. 
Flygplanet ansågs föråldrat när kriget inleddes men var trots det det första planet att fälla bomber över Pearl Harbor. En av flygplanets dåliga sidor var dess svaga beväpning med endast tre 7,7 mm kulsprutor varav två framåt. Den första prototypen flög i januari 1938. Flygplanet användes i alla större hangarfartygsoperationer under krigets första tio månader. 1942 infördes D3A2 med större bränsletankar och en kraftigare motor. 1944 var planet rejält föråldrat och utklassades av de amerikanska stridsflygplanen. Följaktligen användes några av planen till Kamikazeuppdrag, dock bara i mindre antal. Totalt tillverkades 476 stycken D3A1 och 1016 D3A2.